# Meco (communauté de Madrid)
Pour les articles homonymes, voir Meco.
Meco est une commune de la communauté de Madrid, en Espagne.